# 'Cause You're My Boy
'Cause You're My Boy (tiếng Thái: อาตี๋ของผม; RTGS: A Ti Khong Phom) là một bộ phim truyền hình Thái Lan phát sóng năm 2018 với sự tham gia của Sattabut Laedeke (Drake) và Thanatsaran Samthonglai (Frank).
Bộ phim được đạo diễn bởi Rachyd Kusolkulsiri và sản xuất bởi GMMTV và COSOCOMO. Đây là một trong mười dự án phim truyền hình cho năm 2018 được GMMTV giới thiệu trong sự kiện "Series X" vào ngày 1 tháng 2 năm 2018. Bộ phim được phát sóng vào lúc 22:15 (ICT), thứ Bảy trên One 31 và phát lại vào 23:15 (ICT) cùng ngày trên LINE TV, bắt đầu từ ngày 23 tháng 6 năm 2018. Bộ phim kết thúc vào ngày 22 tháng 9 năm 2018.

## Diễn viên
Dưới đây là dàn diễn viên của bộ phim:

### Diễn viên chính
- Sattabut Laedeke (Drake) vai Mork Nueamork
- Thanatsaran Samthonglai (Frank) vai Tee Mungkorn
- Trai Nimtawat (Neo) vai Gord
- Phuwin Tangsakyuen vai Morn

### Diễn viên phụ
- Apichaya Saejung (Ciize) vai Ching
- Sutthipha Kongnawdee (Noon) vai Bambie
- Phurikulkrit Chusakdiskulwibul (Amp) vai Lek
- Chayapol Jutamas (AJ) vai Ton
- Chanokwanun Rakcheep (Took) vai Bác sĩ Mui
- Thanawat Rattanakitpaisan (Khaotung) vai Au
- Suporn Sangkaphibal vai bà của Tee

### Khách mời
- Kittiphong Lerganjanoi (Win) vai Arm (Tập 1)

## Nhạc phim
| Tên bài hát                              | Thể hiện                                                                       | Ref.  |
| ---------------------------------------- | ------------------------------------------------------------------------------ | ----- |
| สู้ซ่า (Soo Za)                             | Pattadon Janngeon (Fiat) Harit Cheewagaroon (Sing) Phuwin Tangsakyuen (Phuwin) | [ 8 ] |
| ในส่วนที่ลึกที่สุด (Nai Suan Tee Luek Tee Soot) | Achirawich Saliwattana (Gun)                                                   | [ 9 ] |